# Inundaciones del norte de India de 2013

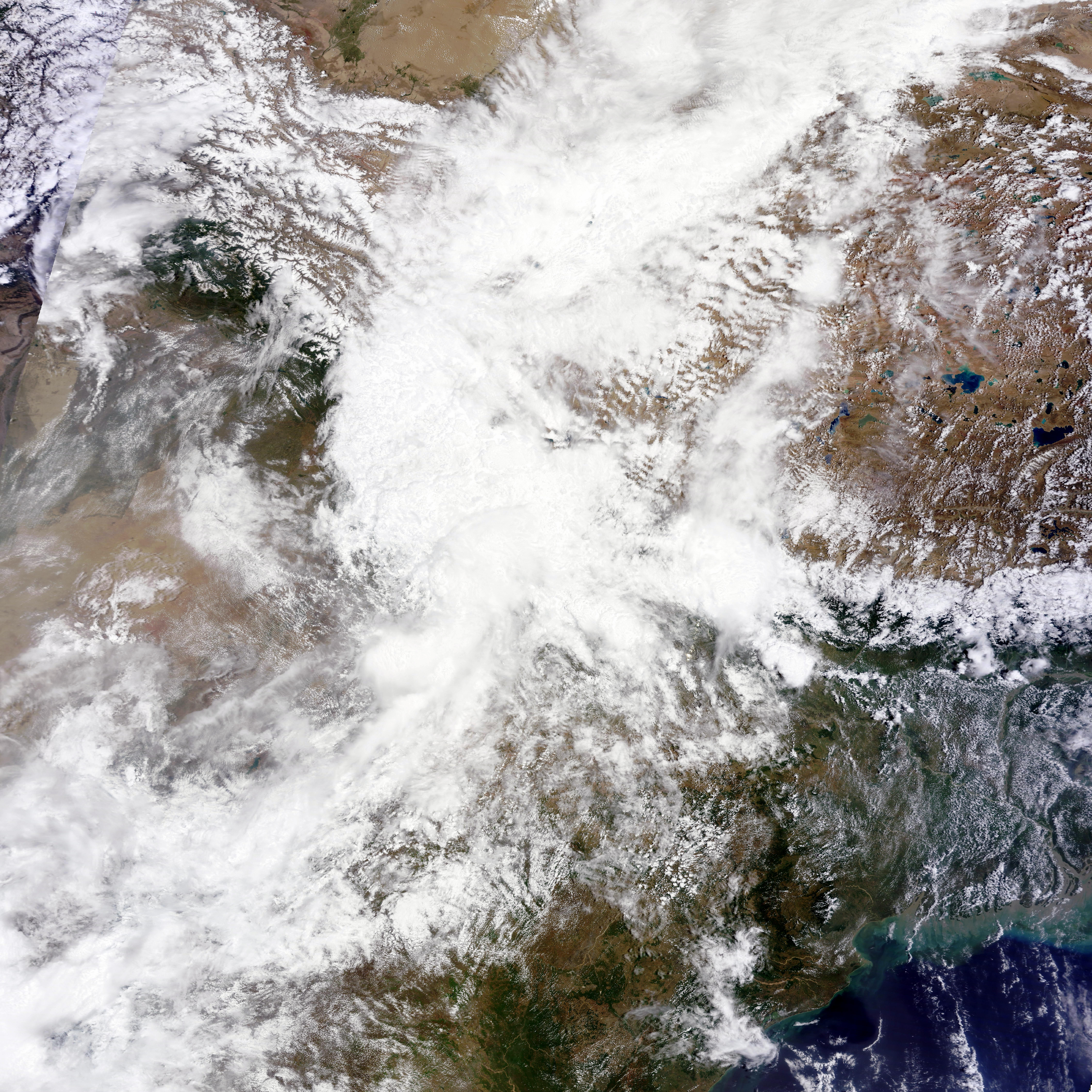
Imágenes de satélite de la NASA del Norte de India el 17 de junio, que muestra las nubes que llevaron a la devastación.

En junio de 2013, el norte de India experimentó fuertes lluvias que provocaron inundaciones y deslizamientos de tierra en los estados de Uttarakhand e Himachal Pradesh. Otros estados afectados son Haryana, Delhi y Uttar Pradesh. Las inundaciones causaron la pérdida generalizada de propiedades y la vida de personas, y dejó a otras atrapadas. A partir del 19 de junio de 2013 por lo menos 130 personas murieron, cientos desaparecidos y miles de personas se quedaron sin hogar. Daños a puentes y carreteras dejó casi 73.000 personas atrapadas en varios lugares. Muchas personas están desaparecidas.
De todos los estados, el estado de Uttarakhand, a menudo llamada la "Tierra de los Dioses", fue el que más sufrió. El 18 de junio de 2013, se informó que la cifra de muertos en el estado es de 58 y más de 60.000 turistas y peregrinos quedaron varados.